# Thomas Scott (2e comte de Clonmell)
Pour les articles homonymes, voir Thomas Scott.
Thomas Scott, 2e comte de Clonmell (15 août 1783 - 18 janvier 1838), est un pair et un homme politique irlandais.

## Biographie
Il est le fils unique de John Scott (1er comte de Clonmell), Lord justice en chef pour l'Irlande, de sa deuxième épouse, Margaret, fille de Patrick Lawless, un banquier de Dublin. Il devient connu par le titre de courtoisie de Lord Earlsfort lorsque son père a été élevé au rang de comte en 1793.
Il succède à son père comme comte en 1798, à l'âge de 14 ans. Comme il s'agit d'une pairie irlandaise, il est toujours éligible à la Chambre des communes britannique. En 1807, il est élu au Parlement pour New Romney, poste qu'il occupe jusqu'en 1812.
Lord Clonmell épouse Henrietta Louisa, fille de George Greville (2e comte de Warwick), le 9 février 1805. Ils ont deux fils et sept filles. Il meurt à North Aston, Oxfordshire, en janvier 1838, à l'âge de 54 ans. Son fils aîné, John, lui succède. La comtesse de Clonmell ne survit que dix mois à son mari et meurt à St Leonards-on-Sea, dans le Sussex, en novembre 1838.